# Miguel de la Madrid, Campeche
Miguel de la Madrid är en ort i Mexiko.   Den ligger i kommunen Candelaria och delstaten Campeche, i den sydöstra delen av landet, 900 km öster om huvudstaden Mexico City. Miguel de la Madrid ligger 100 meter över havet och antalet invånare är 667.
Terrängen runt Miguel de la Madrid är platt, och sluttar västerut. Runt Miguel de la Madrid är det glesbefolkat, med 11 invånare per kvadratkilometer. Närmaste större samhälle är El Desengaño, 14,7 km söder om Miguel de la Madrid. I omgivningarna runt Miguel de la Madrid växer i huvudsak städsegrön lövskog.